# A Cultura da Participação
A Cultura da Participação - Criatividade e Generosidade No Mundo Conectado é um livro de não-ficção por Clay Shirky, originalmente publicado em 2010 com o título em inglês "Cognitive Surplus: How Technology Makes Consumers into Collaborators" (que traduz para "Excedente Cognitivo: Como a Tecnologia transforma Consumidores em Colaboradores". O livro é uma sequência indireta do livro de Shirky Lá Vem Todo Mundo, que cobriu o impacto das mídias sociais. A Cultura da Participação concentra-se em descrever o tempo livre que os indivíduos têm para se envolver em atividades colaborativas dentro de novas mídias. O texto de Shirky busca provar que a transformação global pode vir de pessoas empenhando seu tempo em engajamento ativo com tecnologia. A resposta geral foi misturada, com alguns críticos elogiando a perspicácia de Shirky, e outros condenando algumas deficiências da sua teoria.

## Contexto
Clay Shirky há muito tempo tem se interessado e publicado obras sobre a internet e seu impacto na sociedade. Em 2017, trabalha na Universidade de Nova Iorque, onde ele argumenta que "a internet é inerentemente um meio participativo e social".
Shirky escreveu este livro dois anos após a publicação de seu predecessor, Lá Vem Todo Mundo, que fala sobre a internet e organizações de pessoas. Nele, Shirky argumenta que "como a internet reduz radicalmente os custos da ação coletiva para todos, vai transformar o relacionamento entre indivíduos normais e as instituições grandes hierárquicas que foram uma força dominante nas sociedades do século 20". Esta transformação das relações entre os indivíduos é um conceito Shirky constrói em A Cultura da Participação. Uma preocupação central que Shirky tinha em mente ao escrever foi em esclarecer as diferenças entre os valores comunais e cívicos, e como a internet é um veículo para ambos. Em particular, ele estava interessado em mostrar "grupos de pessoas juntando seu tempo e talento" e como podemos criar uma cultura "que celebra a criação de valor cívico".
Shirky afirmou que ele está interessado em explorar "as mudanças na forma como as pessoas colaboram", que são estimuladas pela tecnologia e novas mídias, e essas alterações são uma grande parte do que A Cultura da Participação se dedica a examinar. Tópicos sobre os quais Shirky frequentemente escreve incluem economia de redes, mídia e comunidade, internet, globalização, e software de código aberto. Ele também tem sido destaque em várias revistas e jornais, incluindo o New York Times, Wall Street Journal e a revista Harvard Business Review.